# 阿薩斯·米奈希爾
| \| 魔獸爭霸III：寒冰霸權的封面照片 墜落並擁抱黑暗後的阿薩斯·米奈希爾 \| |                                    |
| 地位                                                                    | 洛丹伦王子>天譴军团統帥>巫妖王     |
| 身份                                                                    | 聖騎士（前）、死亡騎士（後）       |
| 種族                                                                    | 人類（前）、不死族                 |
| 組織                                                                    | 白銀之手騎士團（前）、天譴軍團     |
| 父親                                                                    | 泰瑞納斯·米奈希爾二世              |
| 母親                                                                    | 莉安妮·米奈希爾                    |
| 姐姐                                                                    | 卡莉雅·米奈希爾                    |
| 導師                                                                    | 烏瑟·光明使者、穆拉丁·銅鬚、奈祖奧 |
| 好友                                                                    | 瓦里安·烏瑞恩、科爾蘇加德          |
| 戀人                                                                    | 珍娜·普勞德摩爾（曾經）            |
| 領地                                                                    | 诺森德大陆                         |
| 所在地                                                                  | 冰冠城塞                           |
| 武器                                                                    | 聖光的復仇（捨棄）、霜之哀傷       |
| 坐騎                                                                    | 無敵（不死馬）                     |
| 魔獸爭霸III：寒冰霸權的封面照片 墜落並擁抱黑暗後的阿薩斯·米奈希爾       |                                    |

阿薩斯·米奈希爾是美國暴雪娛樂公司發行的著名電腦遊戲《魔獸爭霸》中的主角之一，以及《魔獸世界》中的重要反派角色。在故事情節當中，他由正轉邪的心路歷程和他充滿戲劇性的傳奇一生讓很多玩家所喜愛，使他成為魔獸系列中最受歡迎兼最高人氣的角色。

## 聖騎士王子阿薩斯
位於艾澤拉斯大陸東北方的羅達隆王國是當時勢力和實力最強大的人類王國，而身為國王泰瑞納斯·米奈希爾二世的長子，阿薩斯自然是皇位不二的繼承人選。當他出生時，正值德拉諾的獸人入侵艾澤拉斯世界所引發的戰爭。在戰亂中，暴風王國被獸人毀滅。所以失去家人並逃離家園的暴風王國繼任國王瓦里安·烏瑞恩便寄宿於羅達隆。由於瓦里安與阿薩斯年齡相近，又都是王子身份，很快地兩個小男孩便成為好朋友，打成一片。而對於阿薩斯而言，瓦里安不但是他的童年玩伴，更像是他的親哥哥和學習榜樣。
身為羅達隆未來國王的阿薩斯從小就被父王培養學習劍術，他的劍術老師是穆拉丁·铜鬚，一位劍術高超的矮人，同時也是銅鬚矮人王國的國王麥格尼·銅鬚的弟弟。當他的劍術學習有了一定的成果之後，接著便跟隨白银之手骑士团的創始人兼領導者烏瑟·光明使者學習聖光之力與聖騎士的守則，然後在十九歲那年就以極年輕的資歷加入了白银之手骑士团，成為一名優秀的聖骑士。
阿薩斯有一匹特別喜愛的戰馬，名叫無敵，阿薩斯從小和牠一起長大，可惜有一次牠在大雪中不慎摔斷腿，在孤立無援的情況下，阿薩斯只好忍痛將瀕死的無敵殺了，並為牠立一座墳墓。
年輕的王子也結識了與自己年齡相近的異性朋友，庫爾提拉斯王國的海軍上將戴林·普勞德摩爾的女兒珍娜·普勞德摩爾，珍娜是一位在達拉然學習魔法的法師，兩人由於年紀相彷興趣也相投，相處不久後便墜入愛河成為情侶，但此舉卻使一直暗戀珍娜的凱爾薩斯·逐日者這個來自奎爾薩拉斯高等精靈王國的王子對阿薩斯結下了恩怨。美麗的珍娜與英俊帥氣的王子在往後的日子成了人人稱羨的一對，雙方都對彼此獻出初吻，但這段美好的戀情卻在阿薩斯覺得兩人過於年輕並且未準備好深入發展而提出與其分手後結束。盡管如此，但兩者仍決定繼續保持朋友關係。

### 瘟疫來襲
某天起，一種不知名的瘟疫突然開始迅速地在羅達隆的國境內傳開，得了瘟疫的人們很快便會病死，而死後的他們更會復活成不死族的喪屍四處遊蕩散發瘟疫，感染各種生物和污染土地。
得知事情的嚴重性後，白銀之手騎士團決定前往調查瘟疫的來源與解決的辦法，烏瑟和阿薩斯兩師徒踏上前往瘟疫之地的旅程，而達拉然的領袖大法師安東尼達斯亦派出他的徒弟珍娜一同前往協助，於是這對昔日的情侶再度相遇，並在途中重燃愛火。
在調查中烏瑟發現這些瘟疫散播速度比想像中快，疫區已經非常廣闊，不少平民已經變成行屍走肉，面對這些曾經的人類，阿薩斯也只好把他們消滅替他們解脫。經過一番調查，烏瑟赫然發現是一個名叫詛咒神教的神秘宗教在傳播這些瘟疫，而背後主持這個教派的人物是一位名叫科爾蘇加德的死靈法師，他過去曾是達拉然六人議會的大法師之一，然而因醉心於禁忌魔法死靈巫術而被削去地位。最終阿薩斯與珍娜在科爾蘇加德企圖汙染安多哈爾地區前，在戰鬥中先殺死了科爾蘇加德，阻止了他的計劃。但沒想到此時卻突然出現了名叫瑪爾加尼斯的一名惡魔驚懼領主，他表示詛咒神教的所作所為都是受其指使，更聲稱有一批被瘟疫汙染的穀物已經在送往了大城市斯坦索姆途中，於是阿薩斯等人便立刻前往斯坦索姆企圖攔截這批穀物。最後追至斯坦索姆城的時候，當大家發現穀物已經進入城中時，阿薩斯不顧眾人的反對，堅持殺光城內所有居民百姓，以免他們在被瘟疫感染死後復活成喪屍，令人囗眾多的斯坦索姆出現大規模的不死族，威脅羅德隆其他地區。儘管烏瑟和珍娜不滿阿薩斯的舉動，並為此爭執了一番，然而阿薩斯心意已決，於是烏瑟和珍娜也只好和他決裂並離他而去。可是兩人的離去並沒有打擊阿薩斯屠城的決心，反而使他更加堅信自己所做的是正義之舉，最後他對他的親信部隊下令進行殘忍的屠城指示，在過程中也發現部份的居民已遭受感染變成喪屍。
在斯坦索姆中阿薩斯與瑪爾加尼斯最終相遇時，兩人激烈地對決了一番，憤怒的阿薩斯出盡全力想手刃這個散播瘟疫的幕後黑手，但恐懼領主似乎有意讓步，並沒有對其下殺手，最後故意敗下陣來之時，瑪爾加尼斯對阿薩斯說道若是想要找他復仇，就前往北方的北裂境來擊敗他，說完便消先得無影無踪。阿薩斯在斯坦索姆的的抉擇犧牲了很多自己的子民，然而卻讓瑪爾加尼斯成功逃走，這使阿薩斯內心開始出現不平衡，被復仇蒙蔽的他迅速率領著他的部隊準備好船隻，起身渡海前往北方的北裂境大陸追擊他的仇敵瑪爾加尼斯。

### 北境冒險
阿薩斯與他的部隊經過一個多月的航行之後，在海岸登陸並建立起了營地。有一天，他們發現了一群不死族的士兵正在圍攻一群矮人探險家，阿薩斯驚訝地發現帶頭的矮人正是他父親的老朋友與自己的劍術導師穆拉丁·銅鬚，於是便立即率領眾部隊幫忙矮人族部隊，擊退了不死族部隊。阿薩斯和穆拉丁·銅鬚一番聚舊後，便問他來到這北域的目的，穆拉丁·銅鬚說明是來尋找一個傳說中的神器：霜之哀傷，這是一把含有極大魔力的符文劍，傳說擁有它的人便能獲得神秘的強大力量。穆拉丁此話很快便吸引了阿薩斯的目光，為了能擁有更大的把握能擊敗並消滅瑪爾加尼斯，阿薩斯決定順道尋找這個神器的下落。
不久來自羅德隆的使者傳來了訊息，得悉斯坦索姆之事的泰瑞納斯國王希望阿薩斯能快點回家，但阿薩斯王子對於此召回的命令視而不見，因為阿薩斯立下誓言非得親手殺了瑪爾加尼斯，於是他雇請傭兵鑿沉部隊的船隻，然後假裝不知情的帶著他的部隊回到岸邊，嫁禍給那些傭兵，並且下令他的部隊殺了那些傭兵，如此一來沒人能夠離開，他便能專心地進行他的復仇計畫。
經過漫長的搜索，最後穆拉丁與阿薩斯終於在一個隱閉的洞窟內找到了霜之哀傷，這把劍被冰封著，劍身散發出冷冽的寒氣與強烈的邪氣。穆拉丁發現劍身刻有符文，並將銘文讀了出來「當獲得此劍力量時，力量也將吞蝕靈魂」。穆拉丁知道這把劍並不是神器而是邪器，打算叫眾人離去並勸阿薩斯別碰它，但阿薩斯為了能夠一舉消滅在羅德隆和北裂境的不死族已不惜一切代價，因此他無視了穆拉丁。當阿薩斯拔起霜之哀傷那一刻，隨即感受到一股強大的力量正湧入身體內，劍中潛藏的邪惡力量引導阿薩斯的靈魂墮入黑暗，行事偏激乖邪的阿薩斯輕易地受到蠱惑，令他萬萬沒有想到的就是這把劍的主人正正是不死族的創造者兼天譴軍團的領導者巫妖王奈祖奧，作為獲得霜之哀傷力量的代價，此劍侵蝕了阿薩斯的靈魂，使其血液變冷，心臟亦停頓，徹底被轉化為不死族，而穆拉丁也被阿薩斯以包藏霜之哀傷的碎冰所殺死（事實上穆拉丁並沒有死去而是身受重傷失去記憶）。
阿薩斯就此捨棄一直以來使用的聖光戰鎚聖光的復仇，改用力量強大百倍的霜之哀傷，阿薩斯搭配霜之哀傷後所向披靡，以一人之力便殲滅了北地所有的不死族軍隊，羅德隆的不死族也被阿薩斯輕鬆解決，連瑪爾加尼斯最終也倒在霜之哀傷下。

## 死亡騎士阿薩斯
雖然阿薩斯最終成功手刃了瑪爾加尼斯並解決了羅德隆的瘟疫問題，然而內心卻感覺不了喜樂，反而只有空虛。接受了霜之哀傷的力量與邪惡信念，阿薩斯慢慢被劍中的低語腐化心智，這位曾經挺身對抗亡靈的聖騎士王子，最後卻變成為向巫妖王效忠的死亡騎士。從一頭金髮轉為蒼白，面容也蒼老無血色的阿薩斯為了不驚動其他人而穿戴斗篷回到羅達隆王國的都城，舉國都在歡騰歡迎着王子的凱旋歸來，而眾人並不知道瘟疫的結束才是惡夢的開始，當泰瑞納斯國王見到自己心愛的王儲順利解決瘟疫回來後，打算上前與他聚舊，可惜的是老國王並不知道站在面前這個人再也不是他的兒子了，而是巫妖王麾下的天譴將領，被霜之哀傷逼瘋的阿薩斯直接親手殺害他的父王，更率領天譴軍團攻入羅德隆，被霜之哀傷殺害的人也相繼復活加入亡者的行列，此時整個羅德隆仿佛如地獄般，這個昔日偉大的人類王國在一夜之間便從內部淪陷，國王泰納瑞斯與先王們花了大輩子建立的王國就這樣被王子阿薩斯摧毀。隨後阿薩斯也將他自從年幼伴隨的戰馬無敵復活，並將自己的親信部隊轉化為死亡騎士。
後來巫妖王傳達了燃燒軍團高層污染者阿克蒙德的指令，要求阿薩斯復活科爾蘇加德，並準備召喚燃燒軍團的惡魔來到這個世界。為了取得了科爾蘇加德的遺體，阿薩斯殺死了守衛的昔日聖騎士同胞們，並擊殺了保護安多哈爾地區的初代聖騎士元老的加文拉德·厄運，更在一場激戰中殺死前來阻止他的恩師「光明使者」烏瑟，這位傳奇的聖騎士就此殞落。阿薩斯接著便率領著他的不死軍團，帶著科爾蘇加德的遺體前往北方的奎爾薩拉斯－高等精靈的故鄉，準備利用銀月城的太陽之井強大能量復活科爾蘇加德。在攻陷銀月城時，阿薩斯殺死了高等精靈的遊俠將軍希瓦娜斯·風行者，並將她復活成為女妖替自己效力，而戰爭結束後，阿薩斯亦處決了奎爾薩拉斯國王安納斯提安·逐日者。最後亡靈大軍毀滅了高等精靈的王國和美麗森林，阿薩斯將科爾蘇加德的遺體投入太陽之井，井中強大的魔法能量將科爾蘇加德復活成為擁有強大法力的巫妖。之後科爾蘇加德轉述巫妖王的旨意，並與阿薩斯一起到魔法王國達拉然奪取神器法物麥迪文之書，然而達拉然大法師同時也是珍娜導師的安東尼達斯也戰死在此次戰役當中。拿到麥迪文之書的科爾蘇加德立即使用書中的龐大能量將燃燒軍團首領之一的阿克蒙德召喚來到艾澤拉斯，阿克蒙德為了展示其驚人的惡魔領主力量，他重啟黑暗之門把惡魔們傳送進來，更用邪能將整個達拉然毀滅。然而到來的阿克蒙德認為燃燒軍團的大軍已經抵達，作為先鋒部隊的天譴軍團已經再沒有利用價值，於是他架空了巫妖王的權力，給予自己的得力助手提克迪奥斯接替天譴軍團的控制權，並命令他監察巫妖王，而此舉令巫妖王和阿薩斯甚感不滿。

### 冰封王座
在第三次大戰期間，阿薩斯來到西邊卡林多大陸，帶領著天譴軍團的亡靈大軍協助燃燒軍團的惡魔大軍毀滅一切。在一次偶然的機會當中，他碰見了半惡魔夜精靈伊利丹·怒風，兩人激戰不分伯仲，而阿薩斯十分欣賞這位勁敵，於是告訴了伊利丹關於神器古爾丹之顱的消息，並試圖邀請伊利丹加入巫妖王的陣營，但伊利丹不願屈居人下而選擇離開，因此阿薩斯決定在其準備離去時，挑撥他和提克迪奥斯的關係。結果不出阿薩斯所料，提克迪奥斯最後果然被伊利丹擊殺，不但拆損了阿克蒙德手下的一員大將，更使天譴軍團的大權重新回到巫妖王身上。
在海加爾山之戰中，意圖吸取世界之樹的阿克蒙德被人類獸人夜精靈三軍聯盟擊敗後，燃燒軍團的大規模入侵正式宣告失敗，而對燃燒軍團懷恨在心的巫妖王也宣布了天譴軍團的獨立，此後阿薩斯率領天譴軍團割據了東部王國一帶。另一位燃燒軍團的領袖欺詐者基爾加丹得知了巫妖王的背叛，憤怒的他派出惡魔們突襲巫妖王的領地北裂境，又命令自己的手下伊利丹用強大的神器薩格拉斯之眼摧毀巫妖王。雖然巫妖王最後成功抵禦了燃燒軍團的攻擊，伊利丹啟動薩格拉斯之眼的儀式也遭到打破，然而薩格拉斯的力量還是撕裂了巫妖王，使巫妖王的力量正在衰退，此時身在東部王國的阿薩斯也感受到巫妖王的力量產生了變化。由於巫妖王的力量逐漸流失，其對亡靈的控制力也慢慢減弱，結果很多亡靈都重拾了生前的記憶，陸續起身反抗巫妖王，當中包括了女妖之王希瓦娜斯。希瓦娜斯率領奪回自己意志的亡靈向阿薩斯叛變，在數量眾多的叛軍圍攻之下，阿薩斯險些喪命，幸好科爾蘇加德及時出現拯救了他。在接收到巫妖王要求前往救駕的話語後，阿薩斯便迅速準備前往巫妖王所在的諾森德大陸，並在臨行前將天譴軍團的事務交給他處理，希望他解決掉天譴軍團的叛徒勢力-被遺忘者。
在北方的諾森德大陸，阿薩斯察覺伊利丹正奉燃燒軍團的基爾加丹之命，也帶領了一群人馬前往消滅巫妖王，而此時投靠了伊利丹的血精靈王子凱爾薩斯出現並攻擊阿薩斯，打算為其父親的死亡和祖國的陷落，乃至當年搶走了珍娜的心與其相戀而至暗戀她的自己不能和她進一步發展之事復仇。短兵相接後，阿薩斯擊敗了這位王子，留下重傷的他倒臥在雪地上，繼續趕往寒冰皇冠。身為巫妖王忠心手下的古墓之蛛不死地穴領主阿努巴拉克告訴了阿薩斯一條捷徑，穿過地底下古老的奈幽蟲族王國通道，便能突破伊利丹人馬的封鎖，直接到達封印住巫妖王的所在地：寒冰皇冠的冰封王座。
抵達寒冰皇冠的阿薩斯，眼前出現的卻是睽違已久並企圖阻止他的死敵伊利丹·怒風，然而已經吸取古爾丹之顱力量的伊利丹全身已變成了惡魔的外型，成為真正的惡魔。死亡騎士和惡魔獵手兩人在冰天雪地中展開了激烈的生死決鬥，憑著巫妖王在緊要關頭賦予的力量，最後阿薩斯的利劍給了伊利丹重重的一擊，讓伊利丹慘敗倒在血泊之中。而阿薩斯獨自一人走上冰封王座裏面，並在途中回憶昔日的往事，想起了烏瑟和珍娜對自己的勸告，然而面對著冰封住巫妖王靈魂的頭盔和盔甲的冰塊，阿薩斯最終還是選擇將這一切都拋諸腦後，當巫妖王的指示傳進阿薩斯的腦海中：歸還劍刃，完成這個迴圈，將我從這個監獄釋放出來。而阿薩斯卻舉起霜之哀傷，砍碎封存着巫妖王靈魂的寒冰，並將巫妖王的盔甲撿起來穿上，接收了巫妖王魔力，最後戴上頭盔的阿薩斯和前任巫妖王奈祖奧合為一體，正式成為新任巫妖王。

## 巫妖王阿薩斯

### 巫妖王之怒
以下為魔獸世界資料片巫妖王之怒所發展的故事，承接着魔獸爭霸III的後續劇情。
成為巫妖王的阿薩斯靜坐在寒冰王座上，並進入了慢長的冥想。他在夢中回憶起自己的人生並陷入了長達五年的睡眠之中，此其間有三個不同的精神意識正在爭奪身體的控制權，分別是他的本體、奈祖奧、以及他僅存的良知所幻化成的小男孩。在阿薩斯回憶了從童年到最終墮落的一切事情後，他做出了選擇：阿薩斯用霜之哀傷刺穿了小男孩的胸膛，拋棄了自己最後的良知。雖然在面對奈祖奧強大的精神意識時，阿薩斯一直處於下風，然而他最後卻得知了這個老獸人的弱點：儘管奈祖奧身為邪惡術士古爾丹的師傅，並與徒弟聯手將獸人變成燃燒軍團的戰爭機器，在事敗後被燃燒軍團改造成巫妖王，創造出不死族繼續侵略艾澤拉斯，但這樣的一個人卻對當初的選擇十分後悔。與阿薩斯堅定想信自己的選擇相比，奈祖奧在精神層面上失敗了，最後阿薩斯也毀滅了奈祖奧的靈魂並將其吸收。至此阿薩斯的精神與靈魂歸一統，前任巫妖王奈祖奧從這個世界上徹底消失，然後新任的巫妖王緩慢地睜開雙眼，仰視着自己龐大的天譴軍團，打算向世人展示他的巫妖王之怒。
在甦醒後，感受到一股龐大力量的巫妖王獨自來到藍龍王配偶辛德拉苟薩的隕落之處—龍骨荒野。他感受到這副骸骨蘊藏著一股强大的魔法力量和怨恨，於是決定將她復活為一條冰霜巨龍，作為自己的得力部下。隨著重新甦醒，巫妖王不但擁有麾下的亡靈大軍，還有強大的辛德拉苟薩助陣。這樣他就可以安心地執行自己的下一步計劃了——讓艾澤拉斯世界陷入前所未有的黑暗時代，他的天譴軍團和驅役亡靈的強大力量將橫掃整個艾澤拉斯。
不死族的天譴軍團對艾澤拉斯所有種族宣戰，發動了對生者大規模的攻擊，使戰火蔓延至艾澤拉斯各地。在巫妖王強大的力量與威脅下讓互相為敵的聯盟與部落暫時放下仇恨，共同組織軍隊前往北裂境與巫妖王的天譴軍團作戰。部落大酋長索爾任命霸主卡爾洛斯·地獄吼率領部落遠征軍征討巫妖王。同時失蹤的聯盟至高王瓦里安終於重掌大權，他則任命伯瓦爾‧弗塔根擔任聯盟遠征軍指揮官。
隨著戰爭的擴大，越來越多勢力加入對抗天譴軍團的戰爭，除了當初從天譴軍團叛變的被遣忘者外，瘋狂的血色十字軍也是巫妖王要面對的主要敵人，自從白銀之手騎士團的首領烏瑟被阿薩斯殺死後，這些從白銀騎士團分裂出去的狂熱份子建立了十字軍，並對天譴軍團產生極大的仇恨。為了徹底剷除這個大敵，巫妖王親自率領天譴軍團的精銳部隊死亡騎士攻擊血色十字軍的大本營城市提爾之手。在巫妖王的指揮下，死亡騎士們很快便攻破了提爾之手並殲滅了所有駐守於此的十字軍，重創了血色十字軍。
儘管天譴軍團的亡靈數量眾多，然而在多線作戰下，也漸漸處於下風，遭到了反攻，燃燒軍團在艾澤拉斯的殘部也群起而攻。在此情況下，天譴軍團需要強力的新力軍加入，於是巫妖王把目標鎖定在聖光之願教堂下埋葬的聖騎士英魂，打算把他們復活收為己用。為此巫妖王命令死騎領主達瑞安·莫格萊尼率領死亡騎士們攻進受聖騎士們重兵駐守的禮拜堂。令死亡騎士們沒有想到的是他們只是巫妖王的棄卒，用於引出初代聖騎之一的提里奧·弗丁。結果弗丁果然出現了，並帶著援軍把達瑞安和他的死亡騎士們包圍，即使達瑞安憤勇抵抗，對着聖光大領主弗丁終究還是敗陣下來。獲勝的弗丁並沒有處決戰犯，反而試圖感化這些死亡騎士，並道出他們被巫妖王利用了的殘酷真相。這時巫妖王終於現身，承認了死亡騎士只是他用完即棄的工具，憤怒的達瑞安試圖攻擊巫妖王，卻被壓倒性地擊敗。及後弗丁與眾多聖騎士用聖光之力淨化巫妖王，可惜巫妖王的邪惡力量過於龐大，反制了聖光和聖騎士們，弗丁也被巫妖王吸取生命力至瀕死邊緣。情急之下，達瑞安把手持的佩劍-墜落的灰燼使者拋給弗丁，而正正是這舉動拯救了在場的眾人。這把劍原本就是神器灰燼使者，當山丘之王麥格尼聽到弟弟穆拉丁死亡的噩耗，麥格尼於是將所有悲痛以及對亡靈天災的怨恨全部傾瀉於這把鍛造中的武器，於是這把充滿傳奇色彩的神器便誕生了，它是亡靈的剋星，在它的神聖力量面前所有不死生物都會化為灰燼，最後麥格尼將這把神器贈送給白銀之手，讓聖騎士使用它把亡靈殺光，但在發生多次重大的變故，這把神器在輾轉之下反而到了達瑞安手中，由於達瑞安是死亡騎士，因此一直發揮不出神器的原本能力，但當灰燼使者與弗丁接觸後，其體內的聖光之力解放了劍裏的真正力量，讓他能掙脫巫妖王的束縛。手持灰燼使者的弗丁立刻與巫妖王激戰，面對灰燼使者的猛攻和位於聖騎士聖域的不利影響，巫妖王最終決定撒退。
巫妖王在聖光之願教堂前被大領主提里奧·弗丁擊退的消息很快便傳遍整個艾澤拉斯，大大增加了盟軍的士氣。弗丁重建了白銀之手騎士團，完成烏瑟的遺志，並將其與另一騎士團銀色黎明合併，組成銀色北伐軍，向北裂境進發。巫妖王原是死亡騎士的領導人，但他卻出賣了他們，爲此死騎領主達瑞安趁機率部分死亡騎士叛變奪取亞榭洛亡靈要塞，成立黯刃騎士團加入反抗巫妖王的行列。
巫妖王和他的天譴軍團在眾多勢力的圍攻下節節敗退，被反攻至自己的領地北裂境，巫妖王的左右手科爾蘇加德和阿努巴拉克也分別在納克薩瑪斯和奈幽王國戰死。在天譴之門戰役中，巫妖王親自上陣面對聯盟和部落的大軍，
率領獸人軍隊的指揮官德拉諾斯·薩魯法爾不幸被巫妖王所殺，正當戰爭進入高潮時，部份遺忘者為了趁機消滅巫妖王而背叛了盟友，在戰場上投下巨大的瘟疫炸彈，無差別地毒殺在場所有人，令雙方都損失慘重，巫妖王也只好被迫徹退。紅龍女王雅立史卓莎擔心瘟疫蔓延，於是噴出生命之火燃光毒氣，被瘟疫弄至奄奄一息的聯盟將軍伯瓦爾有幸被生命之火清除體內疫症，然而火焰也把他燒燙成火人。後來巫妖王重回戰場全滅了幸存者，並剛巧碰到仍勉強活著的伯瓦爾，巫妖王惜才想讓他加入天譴軍團，但伯瓦爾寧死不屈而被俘虜囚禁在冰冠城塞內，受詛咒的折磨。
隨著與巫妖王的最終戰越來越近，為了解其弱點，聯盟女法師珍娜和部落的女妖之王希瓦娜斯一起率領突擊隊前往北裂境的寒冷中心-倒映大廳。她們各自擁有不同的目的：珍娜希望得知她曾經的朋友和愛人阿薩斯是否還在巫妖王體內活着；而希瓦娜斯則渴望對殺害她並變成女妖的舊敵巫妖王進行復仇。在廳內兩人看見在這裡保存着的霜之哀傷，更遇見了烏瑟的靈魂。烏瑟告知了這把詛咒之劍的秘密：每當霜之哀傷殺害一個生物，其靈魂便會被吸收進劍中，靈魂越多，劍的威力就越強，要消威巫妖王就要先摧毀他的劍。不久察覺有入侵者的巫妖王便現身拿起霜之哀傷，在巫妖王的攻擊下，珍娜和希瓦娜斯不敵徹退，並從他的追擊下脫離。成功逃脫的突擊隊將發現的秘密告知聯盟部落，希瓦娜斯亦順利面對她最大的夢魘巫妖王，而珍娜則知道之前所看見的再也不是阿薩斯，他的人性早已逝去，剩下的只有成為巫妖王的軀體而已。

### 巫妖王的陨落
征討巫妖王的聯軍最終成功攻入冰冠城塞，消滅了城塞內的天譴大軍，冰霜巨龍辛德拉苟薩也被打敗，讓她的靈魂得以安息。在冰冠城塞頂樓，以大領主弗丁為首的眾多聯盟部落的勇士（魔獸玩家）挑戰巫妖王，雖然弗丁在戰鬥中被凍結，但巫妖王仍不敵前仆後繼而來的勇士們挾擊，最後敗陣下來。然而在巫妖王快被擊敗之際，其釋出霜之哀傷中的黑暗力量，將勇士們壓制住。當巫妖王準備將瀕死的勇士們轉化為天譴一員，此時弗丁終於打破束縛他的寒冰，並手握灰燼使者從後給巫妖王致命一擊 ，更斬斷了霜之哀傷，釋放了劍中眾多被吸收的靈魂，使靈魂們反噬巫妖王。巫妖王，這個艾澤拉斯生靈的大敵終於倒下。死前其父親的靈魂現身眼前，溫暖地擁抱阿薩斯並一同離世。
至於滿身炙焰的伯瓦爾則自願戴上巫妖王的頭盔成為新任巫妖王，並將自己永久冰封來約束天譴軍團。後來伯瓦爾甦醒，擁有強大意志力的他並未受頭盔的邪惡力量影響墮落，伯瓦爾嚴格制天譴軍只能在自家地盤活動不得踏足艾澤拉斯，並適時為人類伸出援手。
“王權沒有永恒，我的兒子。”

## 暴雪英霸中的阿薩斯
巫妖王阿薩斯於暴雪英霸作為近戰戰士英雄出現，角色定位是作為肉盾的坦克。

### 特性
（D)霜之哀傷的飢渴-立即發動下一次普通攻擊，並造成額外傷害以及魔力恢復

### 基本技能
阿薩斯擁有以死靈法術和寒冰能力為核心的專屬技能。
（Q)死亡纏繞-能夠治療自己或遠程造成傷害
（W)凜風衝擊-釋放一波冰風，對前方指定範圍內的敵人造成定身
（E)冰凍風暴-持續釋放一圈冰風，造成傷害及緩速效果

### 英雄絕技
（R1)食屍鬼大軍-召喚8隻食屍鬼為你作戰，可以透過獻祭它們獲得治療
（R2)辛德拉苟莎-召喚一隻冰霜巨龍對前方路徑範圍的敵人造成傷害及緩速，並癱瘓敵人砲塔20秒

### 擅長
擁有強大的抗打能力，能夠使用簡易的法術自我治療或遠程法術造成傷害，擅長對抗近戰英雄。
能夠有效克制需要攻速或缺乏位移的英雄。

### 克制
阿薩斯不具備快速位移技，多利用遠程攻擊騷擾。
阿薩斯的食屍鬼具有生命值，使用範圍技可以減少數量，間接降低他的恢復力。
學習辛德拉苟莎的阿薩斯，他的恢復力將會比食屍鬼大軍來得差。
近戰英雄儘量別靠著阿薩斯攻擊，一旦進入了冰凍風暴的範圍內，將需要特定位移才能逃離。

## 外部連結
- 魔獸爭霸 Warcraft III - 阿薩斯的背叛 Arthas' Betrayed（Youtube） （页面存档备份，存于）
- 魔獸爭霸III:阿薩斯對決伊利丹動畫（Youtube） （页面存档备份，存于）
- 魔獸爭霸 Warcraft III - 登基 The Ascension（Youtube） （页面存档备份，存于）
- 魔獸世界 - 巫妖王之怒 開場動畫（Youtube） （页面存档备份，存于）